# Thrombus kittoni
Thrombus kittoni är en svampdjursart som först beskrevs av Carter 1874.  Thrombus kittoni ingår i släktet Thrombus och familjen Thrombidae. Inga underarter finns listade i Catalogue of Life.